# My Heart Is Yours

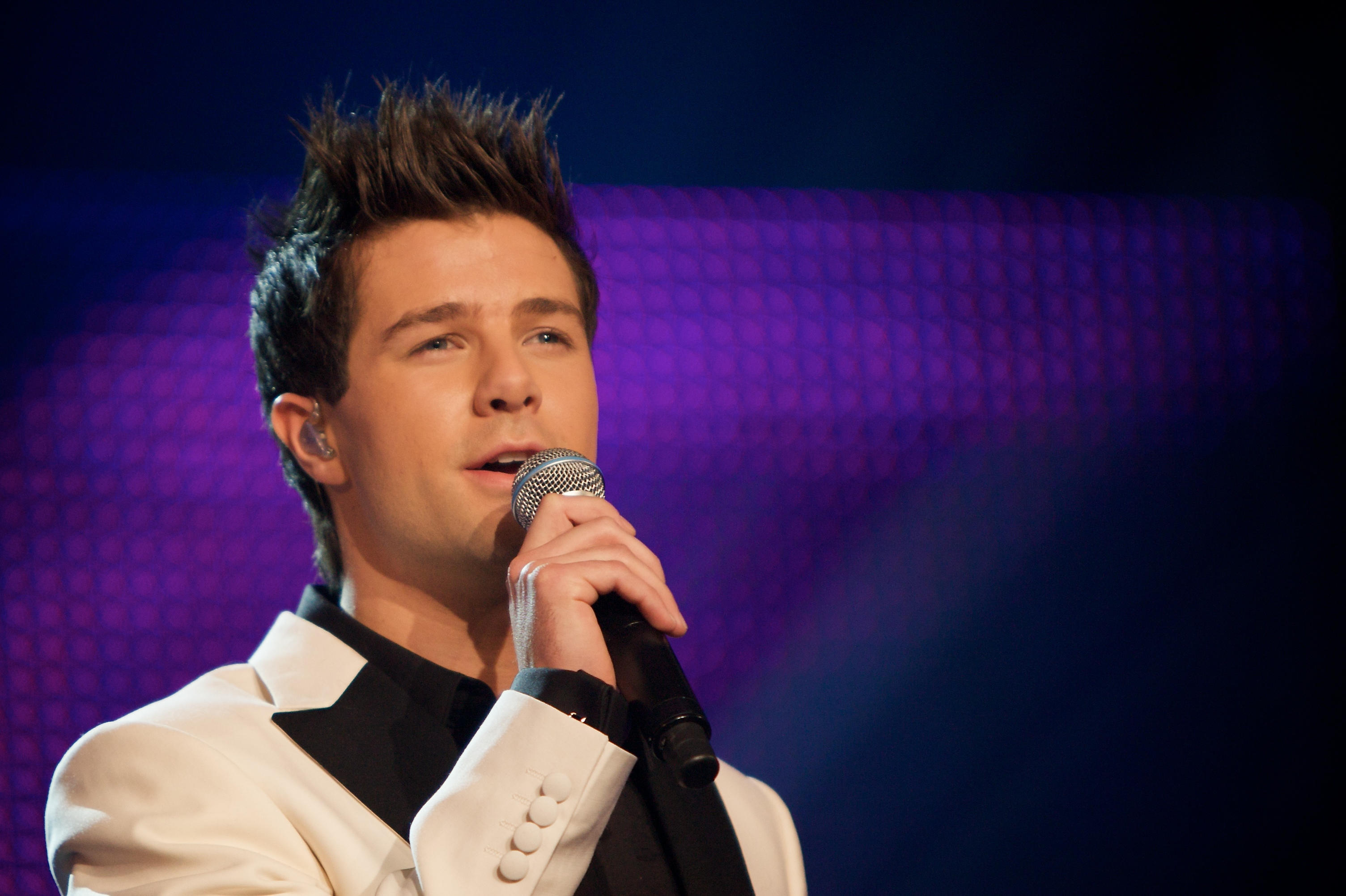
Didrik Solli-Tangen framför My Heart Is Yours i Eurovision Song Contest 2010.

My Heart Is Yours är en låt skriven av Hanne Sørvaag och Fredrik Kempe. Låten var Norges bidrag i Eurovision Song Contest 2010 och framfördes av Didrik Solli-Tangen.